# Formosatettix lushanensis
Formosatettix lushanensis är en insektsart som beskrevs av Zheng, Z. och Xiaoyan Yang 1988. Formosatettix lushanensis ingår i släktet Formosatettix och familjen torngräshoppor. Inga underarter finns listade i Catalogue of Life.